# 管钟党参
管钟党参（学名：Codonopsis bulleyana）是桔梗科党参属的植物，是中国的特有植物。分布于中国大陆的云南、西藏、四川等地，生长于海拔3,300米至4,200米的地区，常生长在山地草坡和灌丛中，目前尚未由人工引种栽培。